# Teresa De Santis
Teresa De Santis (Roma, 15 ottobre 1955) è una conduttrice radiofonica, giornalista e dirigente d'azienda italiana.

## Biografia
Ha iniziato la sua carriera in Rai come speaker radiofonica nel 1979, dapprima a Rai Radio 3, divenendo poi in seguito negli anni '80 una voce di punta del programma notturno Rai Stereo Notte.
Ha scritto, inoltre, per diversi giornali tra cui Panorama, la Repubblica e il Manifesto. Giornalista professionista dal 1988, nel 1995 è stata assunta a tempo indeterminato in Rai, ed in particolare al TG3. Dopo circa cinque anni è passata a Raiuno, dove ha svolto diversi incarichi dirigenziali tra cui quello di vicedirettore di rete. Nel 2009 è diventata direttore del televideo Rai.
Dal 27 novembre 2018 al 14 gennaio 2020 è stata direttrice di Rai 1, prima donna a ricoprire tale carica. Dallo stesso anno è presidente di RaiCom.